# Pille Repmakar'n
Pille Repmakar'n, egentligen Sven-Erik Andersson, född 7 juni 1934, död 8 augusti 2013, var en svensk riggmästare.
På 1950-talet började Pille på Gävle Varv där han utbildade sig till riggmästare. Han blev arbetslös under varvskrisen och startade därför 1976 sin firma "Pille Repmakar'n" som även var det namn som han själv var känd under. Den låg till en början på Nybrokajen i Stockholm men flyttade 1980 till Råseglarhuset på Skeppsholmen.
Efter att Pille avled i augusti 2013 drevs firman vidare av Gunnar Westin. Den 1 maj 2016 såldes företaget till Anders "Silja" Lorentzon och bytte namn till Rep & Rigg Skeppsholmen AB.
Pille var medlem i International Guild of Knot Tyers (IGKT) och var en stor auktoritet när det gäller allt som har med rep, knop, splits och rigg att göra, både i Sverige och internationellt.